# Осиновка (Владимирский сельсовет)
Оси́новка  — деревня в Воскресенском районе Нижегородской области. Входит в состав Владимирского сельсовета.
Имеет две длинных улицы: Октябрьская и Школьная (в два порядка). Находится в четырёх километрах (напрямую) от административного центра — села Владимирского.

## География
Деревня расположена около 100 метров от автодороги K18 Нижний Новгород — Воскресенское, которая ответвляется в деревне Боковая на Воскресенское направление от региональной автодороги Р159.